# Oldsmar
Oldsmar est une ville du comté de Pinellas en Floride, aux États-Unis.

## Démographie
| 1930 | 1940 | 1950 | 1960 | 1970  | 1980  |
| ---- | ---- | ---- | ---- | ----- | ----- |
| 280  | 315  | 345  | 878  | 1 538 | 2 608 |

| 1990  | 2000   | 2010   | - | - | - |
| ----- | ------ | ------ | - | - | - |
| 8 361 | 11 910 | 13 591 | - | - | - |

Sa population était de 11 910 habitants en 2000. Le Bureau du recensement des États-Unis estime sa population à 13 401 habitants en 2008.